# 文彬彬
文彬彬（1915年7月—1972年1月19日），原名文恩麟（一說恩祺、恩琪），江苏南京人。中國滑稽戏演员。中國农工民主党党员，虹口区第四届、五届人大代表，中国戏剧家协会上海分會理事。文彬彬身高不足1.55米。

## 生平
文彬彬生於江蘇南京（一說生於北京的滿族正紅旗家庭，年幼時和父親遷居南京），父亲在戏院里当杂工（一說文彬彬父親是满族贵族，祖父和父親做過清朝官吏，民國初年陷入貧困），母亲給人帮佣（一說母親是父親的小妾）。文彬彬九岁時上小学。两年後因为付不出学费被迫退學。文彬彬喜歡去遊樂場看戲，後來其母帶他前往上海謀生。15岁时文彬彬拜罗慧因为师，學習文明戏。先后演过春戏、京戏等。他還前往外地碼頭演戲。
1938年，文彬彬返回上海，來到上海大世界游乐场演出，开始与范哈哈合作。此後文彬彬专演滑稽戏。
1942年，文彬彬与王亞鐸、徐玉坤、赵胖子组织四友社，先后在上海永安公司大樓、先施、大新等地演出。
中共接管上海后，文彬彬与田丽丽合演《妈妈不要哭》、《团团圆圆》等剧目。1956年，文彬彬在《三毛学生意》一剧中饰演三毛。1957年8月來到北京汇报演出，国务院总理周恩来两次赴剧场看戏。
1962年，文彬彬加入中國农工民主党。
1966年下半年，文革开始，《三毛学生意》被打成「反党反社会主义的大毒草」。不久文彬彬被隔离审查。1971年下半年，文彬彬被诊断为患有肺癌。1972年1月19日，文彬彬病逝，时年57岁。